# Fővárosi Művelődési Ház

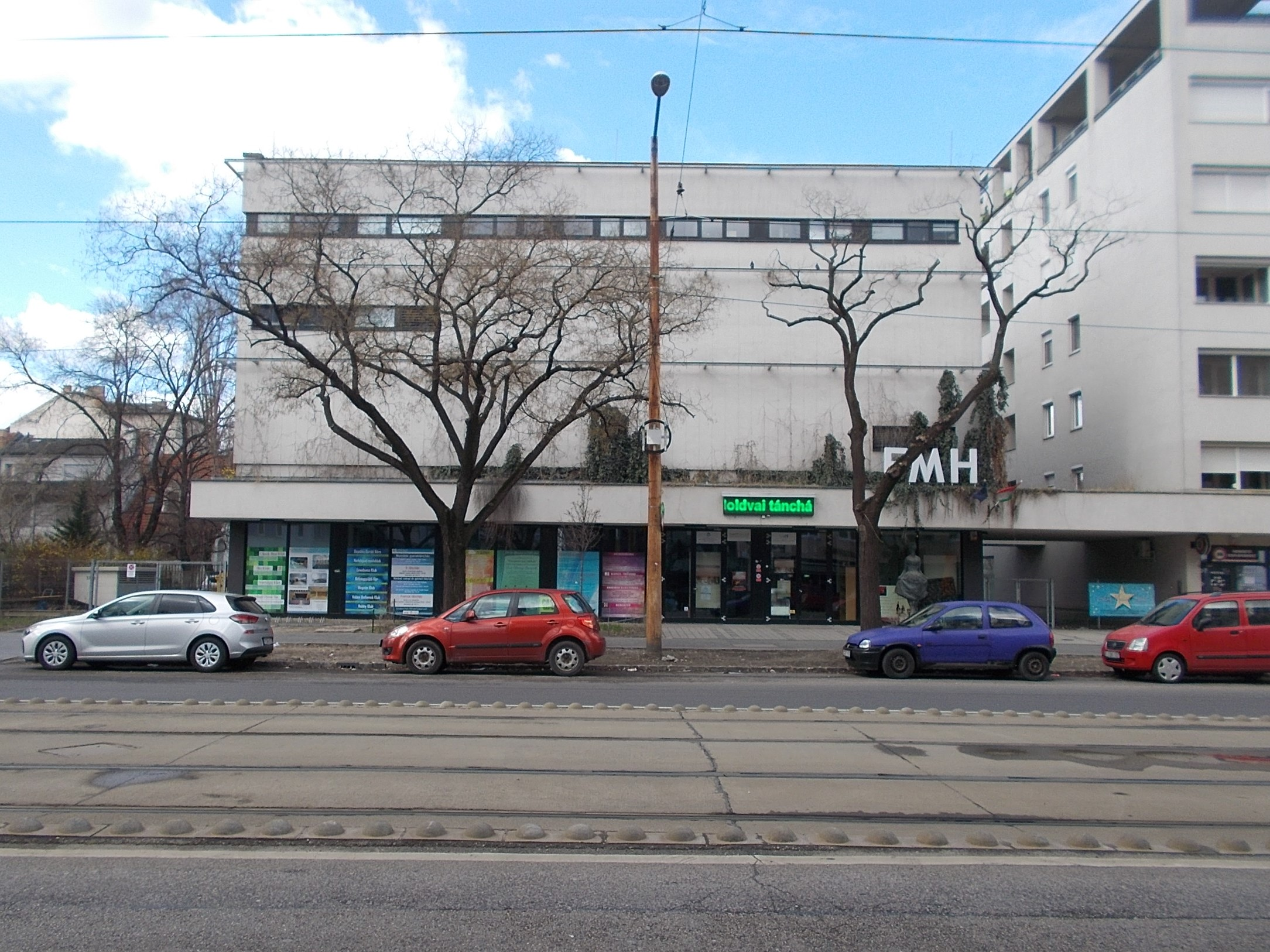
A lebontott régi helyett épült, 2012-ben átadott művelődési ház

A Fővárosi Művelődési Ház (rövidítése: FMH) Budapest egyik ismert, eredetileg 1951-ben alapított közművelődési intézménye, Újbudán, a Fehérvári úton. Az eredeti épület lebontása után a mai épületet 2012-ben adták át, a sok névváltozás után a jelenlegi neve Temi Fővárosi Művelődési Ház, rövidítése továbbra is FMH.

## Története
Az eredetileg német tulajdonú Pamuttextil Művek a második világháborút követően szovjet, majd 1952-ben magyar állami kézbe került, a szovjet igazgatóság javasolta, hogy a gyár munkásai számára egy kultúrházat hozzanak létre. A Fehérvári úton Dávid Károly tervei alapján megépült épületet a gyár dolgozói 1951. december 21-én, Sztálin 71. születésnapján Pamuttextil Művelődési Ház néven vehették birtokba. 1954 októberétől a Pamuttextilművek, a Kelenföldi Textilkombinát és a Budai Pamutfonó közös vezetése alá került, 1954. november 1-től pedig az új neve Dallos Ida Kultúrház lett. 1959-ben a kultúrotthont szervezetileg a SZOT-hoz tartozó Szakszervezetek Budapesti Tanácsa vette át. A neve ekkor Szakszervezetek Kultúrotthona lett.  1961-ben a Dohány utcai Egressy Klubot és a Népköztársaság útján lévő  Fővárosi Népművelési Tanácsadót összevonták vele, ekkor kapta az évtizedekig hivatalos és a lakosság körében ma is használt Fővárosi Művelődési Ház nevet és az FMH rövidítést. 1979-ben megszűnt a "társbérlet": a népművelők elköltöztek a Budapesti Művelődési Központba. Az intézmény neve 1979. március 19-től Szakszervezetek Fővárosi Művelődési Háza volt, ez rövidítésében is megjelent: hivatalosan – pl. a programfüzetekben – SzFMH-ként rövidítették, de a köznyelvben megmaradt az évtizedes elnevezés.
Az eredeti, 600 fős – később moziként is funkcionáló – színházteremből és 17 kisebb helyiségből álló épületet fennállása alatt többször bővítették, korszerűsítették. A legfontosabb fejlesztés 1968-1969-ben történt: ekkor épült az új épületszárny, könyvtárhelyiség és a közismert körterem. Utóbbi a hírét annak köszönhette, hogy ideális helyszíne volt a néptánc- és népzenei rendezvényeknek (például: a Muzsikás Gyermektáncháznak is). Ennek kapcsán a homlokzatra a Folklór Centrum felirat is kikerült; a népszerűséget mutatta, hogy ekkoriban a rendezvények alatt számos turistabusz parkolt előtte.
1986-1989 között a SZOT beruházásában korszerűsítették a színháztermet, az előadótermet és a gépészetet. Színészöltöző, díszlettároló, műhely és raktárhelyiségek épültek a hátsó épületszárnyban.
A rendszerváltás után a SZOT kezelői és működtetői jogait más, újonnan létrehozott jogi személyekhez vitték át, míg 1993-ban megalakult a Szakszervezeti és Munkahelyi Művelődési Intézmények Egyesülete (SZMMIE), ahová az FMH működtetési joga is került, új hivatalos neve ekkor Szakszervezeti és Munkahelyi Művelődési Intézmények Egyesülete Fővárosi Művelődési Háza lett. 2000-től a SZMMIE új neve Területi Művelődési Intézmények Egyesülete (TEMI), ennek megfelelően a ház a TEMI Fővárosi Művelődési Háza nevet kapta.
Az intézmény 2011-ben ünnepelte fennállásának 60. évfordulóját, azonban ekkorra már megszületett a döntés: a kerület robbanásszerű ingatlanfejlesztései a Fehérvári út 45-51. számú telket is érinteni fogják. A terület jobb kihasználása érdekében az eredeti épületet lebontották, és egy új, üzleti és lakóegységeket is magába foglaló ingatlankomplexum jön létre, amibe az FMH is átköltözött. A költözés 2012-ben valósult meg.

## Nevezetes programok
Az FMH-hoz számos, jellegzetes, sokszor egyedi program, rétegérdeklődésre számot tartó rendezvény kapcsolódott.
- Táncház (Muzsikás együttes), 1973 óta, 1974-től Muzsikás Klub
- Illés Klub 1968-tól
- Gyűjtők Klubja 1964-től
- Magnós Klub
- Újítók Klubja

## Külső hivatkozások
- Hivatalos honlap Archiválva 2023. március 31-i dátummal a Wayback Machine-ben